# Trampolinespringen
Trampolinespringen is een onderdeel van de gymnastiek. Het is een vorm van turnen waarbij atleten springen op een trampoline.
Bij wedstrijden wordt er in verschillende divisies gesprongen: eerste, tweede en derde divisie. Daarbij is de eerste divisie het hoogste niveau en de derde divisie het laagste.

## Geschiedenis
Trampolinespringen is afkomstig uit de circuswereld, en was tot het begin van de vorige eeuw was het uitsluitend een zaak voor artiesten. In 1926 ontstond in de Verenigde Staten een groep die het turnen op een verende matras tot een nieuwe sporttak wilden ontwikkelen. Vooral George Nissen maakte zich bij de ontwikkeling van de trampoline en een lesmethode zeer verdienstelijk. Het trampolining werd snel geaccepteerd als een nieuwe wedstrijdvorm. In het midden van de vijftiger jaren kwamen de eerste trampolines naar Europa.
Sinds 1999 is trampolinespringen een olympische sport en op de Olympische Spelen van Sydney in 2000 stond de sport voor het eerst op het olympisch programma. De eerste olympische kampioenen waren Aleksandr Moskalenko en Irina Karavajeva.

## Bekende (ex-) trampolinespringers
- Brett Austine
- Natacha Bacque
- Sam Geysen
- Yelena Bluzhina
- Jason Burnett
- Olena Chabanenko
- Natalia Chernova
- Lu Chunlong
- Karen Cockburn
- Li Dan
- Simon Debacker
- Saskia Demeyer
- Anna Dogonadze
- Dong Dong
- Jia Fangfang
- Vladsjislav Gantsjarov
- Joris Geens
- Jill Hollembeak
- Irina Karavajeva
- Ekaterina Khilko
- German Khnychyov
- Anna Korobeynikova
- Vadim Krasnoshapka
- Gao Lei
- Rea Lenders
- Liu Lingling
- Ivan Litvinovich
- Tatyana Lushina
- Rosannagh MacLennan
- Aleksandr Moskalenko
- Joeri Nikitin
- Bryony Page
- Dmitri Poliaroush
- Chrystel Robert
- Huang Shanshan
- Yang Song
- Dmitry Ushako
- Alan Villafuerte
- Kylie Walker
- Adrian Wareham
- He Wenna
- Judy Wills
- Tu Xiao
- Zhong Xingping
- Zhu Xueying
- Mikhail Zalomin